# Páll á Reynatúgvu
Páll á Reynatúgvu, född 26 juli 1967 i Torshamn, är en färöisk fysioterapeut och politiker (Tjóðveldi).
Han har varit invald i Färöarnas lagting sedan 1998, med undantag för perioden som första ersättare 2008-2011. Han representerade Sandoys valkrets innan avvecklingen av valkretsarna 2008. Han var ordförande i Lagtingets välfärdskommitté 1998-2002 och borgmästare i Sandurs kommun 2002-2009. Reynatúgvu var socialminister i Anfinn Kallsbergs andra regering 2002-2003 och Rúni Hentze ersatte hans plats i Lagtinget. Páll á Reynatúgvu var ordförande i elhandelsföretaget SEV under tre år. Hans främsta politiska arbete handlar om realisering av den planerade Sandoyartunnilin, en tunnel mellan Streymoy och Skopun på Sandoy. Vid lagtingsvalet 2015 valdes han åter in och utsågs till lagtingsordförande.
Reynatúgvu har studentexamen från Føroya Studentaskúli og HF-skeið sedan 1988 och är utbildad fysioterapeut vid Århus universitet sedan 1993, samt utbildad inom ledarskap och pedagogik från 1997.
Han var mittfältsspelare i Färöarnas herrlandslag i fotboll 1993 och serielaget B71 Sandoy 1984-2000.

## Lagtingskommittér
- 2011-2015 medlem av Justitiekommittén
- 2004-2008 medlem av Finanskommittén
- 2003-2004 medlem av Välfärdskommittén
- 1998-2002 ordförande av Välfärdskommittén